# ولید آیچور
ولید آیچور (انگلیسی: Walid Aïchour؛ زادهٔ ۱۷ نوامبر ۱۹۷۷) بازیکن فوتبال اهل فرانسه است.
از باشگاه‌هایی که در آن بازی کرده‌است می‌توان به باشگاه فوتبال ستاره سرخ، باشگاه فوتبال اوسر، و باشگاه فوتبال کن اشاره کرد.